# Elizabeth Meriwether
Elizabeth Hughes Meriwether (11 de octubre de 1981) es una escritora, productora y showrunner de televisión estadounidense. Ella es conocida por crear la comedia de situación de Fox New Girl, y por escribir la obra Oliver Parker! (2010) y la película de comedia romántica  No Strings Attached  (2011), además de crear la próxima serie de ABC Single Parents.